# Asesinato de Silje Redergård
Silje María Redergård (26 de junio de 1989 - 15 de octubre de 1994) fue una niña noruega de cinco años la cual fue asesinada por dos niños de similar edad en el pueblo de Rosten, cerca de Trondheim el 15 de octubre de 1994. Los niños, de cinco y seis años, la golpearon, apedrearon y desnudaron dejándola inconsciente en la nieve para que muriera de hipotermia. Los niños solo fueron evaluados psicológicamente, ya que la ley noruega no permitía el castigo penal a personas menores de 15 años. Los nombres de los niños no fueron publicados.
El caso ha sido comparado con el asesinato de James Bulger, ocurrido en Reino Unido veinte meses antes.
Su cuerpo descansa en el Cementerio de Tiller en Trondheim.